# Strada Mureșenilor din Brașov
Strada Mureșenilor, mai demult Strada Vămii, în germană Zollstrasse, în maghiară Vám utca, respectiv Ulița Mănăstirii, în germană Klostergasse, în maghiară Kolostor utca, este o stradă principală din zona comercială a centrului istoric al Brașovului.

## Nume
În perioada interbelică strada s-a numit Regele Mihai, pentru ca mai apoi, în perioada comunistă, să se numească strada 7 Noiembrie, luând denumirea de Strada Mureșenilor abia după 1990.

## Istoric
Strada este strâns legată de istoria Brașovului, respectiv de existența Porții Vămii, situată la capătul străzii. Poarta Vămii, una din cele mai vechi porți ale fortificațiilor Brașovului, a fost construită la sfârșitul secolului al XIV-lea ca poartă de acces dinspre Brașovechi în Cetatea Brașovului.
Prin Poarta Vămii intrau carele cu mărfurile negustorilor, iar pe strada Vămii la nr. 12 funcționa vama unde se plăteau taxele pentru produsele introduse în cetate. În secolul al XVIII-lea aici a funcționat Poșta, iar în secolul al XIX-lea s-a transformat în restaurantul „Zur Goldenen Krone”. În anul 1912 clădirea a fost restaurată de arhitectul Albert Schuller.

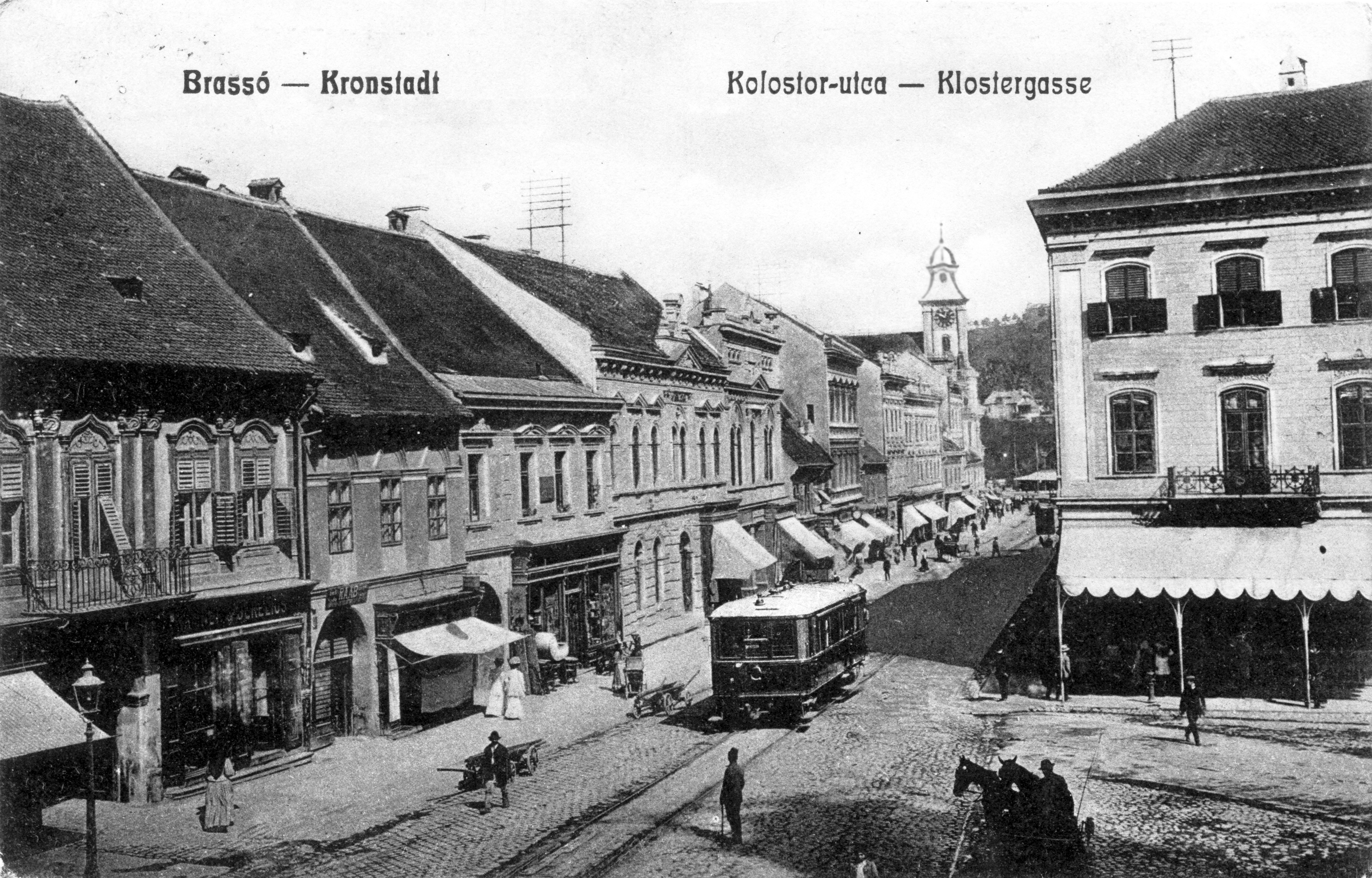
Ulița Mănăstirii - Kolostor utca - Klostergasse (cca 1910)

Tot pe strada Vămii, în casa de la numărul 11, Johannes Honterus a înființat prima tipografie în anul 1539, care a funcționat până la începutul secolului al XX-lea. În anul 1833 tipografia a fost cumpărată de Johan Gott care a tipărit aici primele ziare.
Poarta Vămii se mai numea și Poarta Mănăstirii, așa cum strada Vămii mai era numită și ulița Mănăstirii (în germană Klostergasse, în maghiară Kolostor-utca), după așezământul dominican din apropiere, menționat documentar pentru prima dată în anul 1342. Pe locul mănăstirii a fost ridicată ulterior biserica romano-catolică Sfinții Petru și Pavel, între anii 1776-1782.
Pe această stradă a circulat tramvaiul din Brașov, primul tramvai mecanizat de pe teritoriul actual al României, între anii 1892-1922. 
În anul 1891, când au fost puse șinele pentru tramvaiul cu aburi, poarta Vămii a fost dărâmată pentru că locomotiva cu aburi nu putea trece pe sub ea.

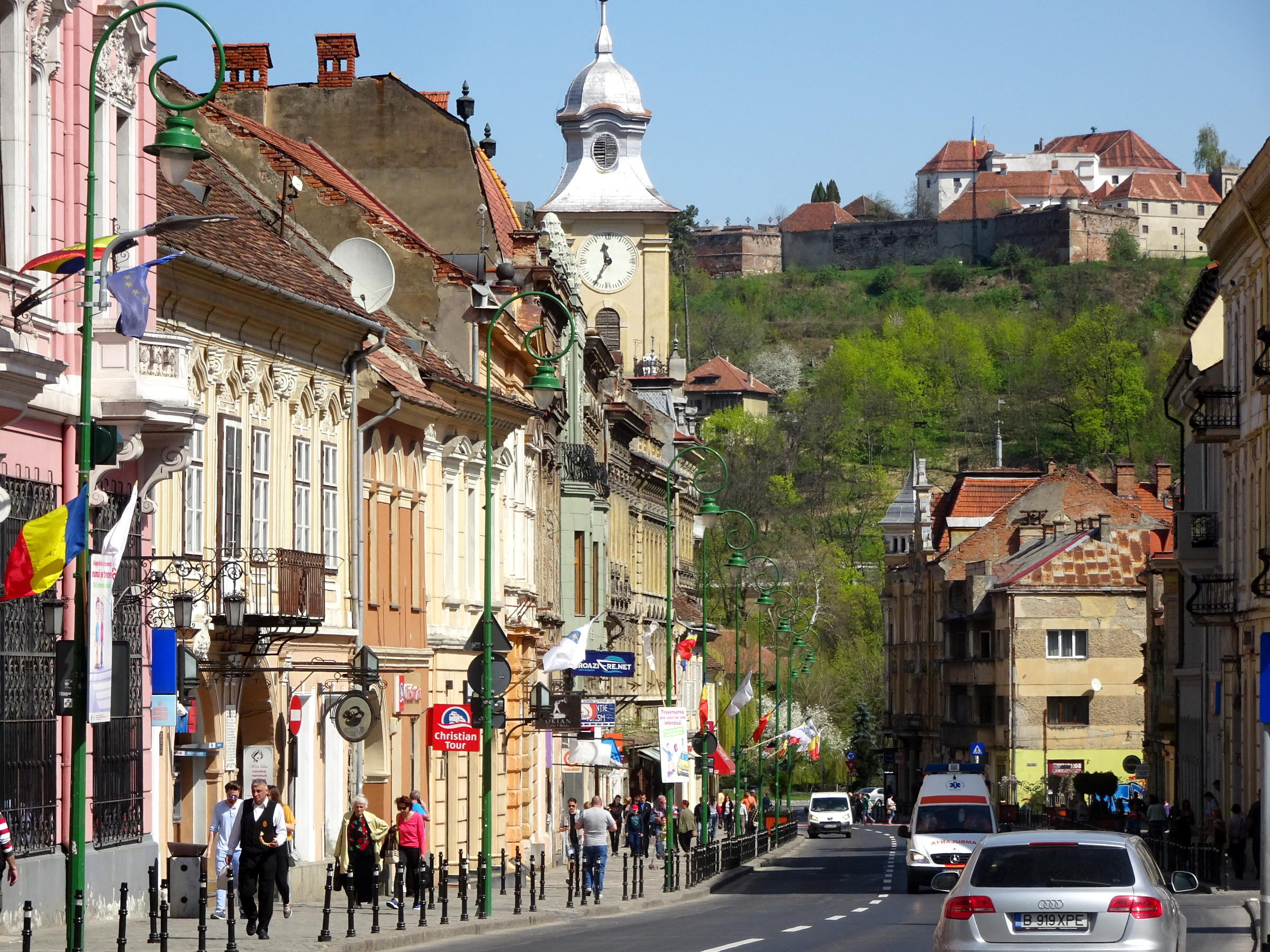
Strada Mureşenilor

Strada Vămii era una din cel mai importante artere ale orașului din perioada medievală, unde încă se mai găseau clădiri din epoca Renașterii, cum ar fi Casa Schobeln de la numărul 9, aceste clădiri ilustrând diversitatea stilurilor caselor construite în ultima parte a secolului al XIX-lea la Brașov. În perioada respectivă au fost construite numeroase reședințe, cum ar fi casa de la nr. 17 în stil neo-baroc, sau casele proiectate de Christian Kertsch, care îi succede lui Peter Bartesch în postul de „inginer al orașului”: casa de la nr. 10, în stil eclectic cu o fațadă excesiv ornamentată, sau cea de la nr. 3, de factură neorenascentistă, cu picturi care decorează plafoanele gangului, la parter și salonului, la etaj.
În anul 1925, pe strada Vămii la numărul 7, fost inaugurat cinematograful „Capitolˮ, numit ulterior „Corsoˮ, apoi „Popularˮ. Clădirea în care a funcționat cinematograful era situată într-un fost „Zwingerˮ (spațiu liber între incintele de ziduri, necesar mișcării libere a oamenilor aflați în apărare în cazul unui atac, în acest scop existând o legislație care interzicea construirea pe această suprafață) de pe latura nord-vestică a fortificațiilor orașului, construite din secolul al XIV-lea până în prima jumătate a secolului al XVII-lea. Din secolul al XVIII-lea, odată cu apariția tunurilor, zidurile nu au mai avut rost, astfel că țarcurile (Zwinger) au fost ocupate de grădini, interdicția construirii rămânând însă valabilă. Cu timpul, unele au devenit locuri de recreere în rândul breslelor, iar grădina de vară din spatele Hotelului Europa de pe strada Vămii a necesitat în 1888 un nou acces, respectiv evacuare după ziduri. Astfel s-a creat o breșă în zidul de fortificație, unde a fost construită sala de spectacole, devenită ulterior cinematograf.
La fel ca și strada Republicii, strada Vămii era mărginită de vitrinele prăvăliilor care se țineau lanț pe toată lungimea ei, aceste două străzi împreună cu Piața Sfatului constituind zona comercială a orașului.

## Galerie de imagini

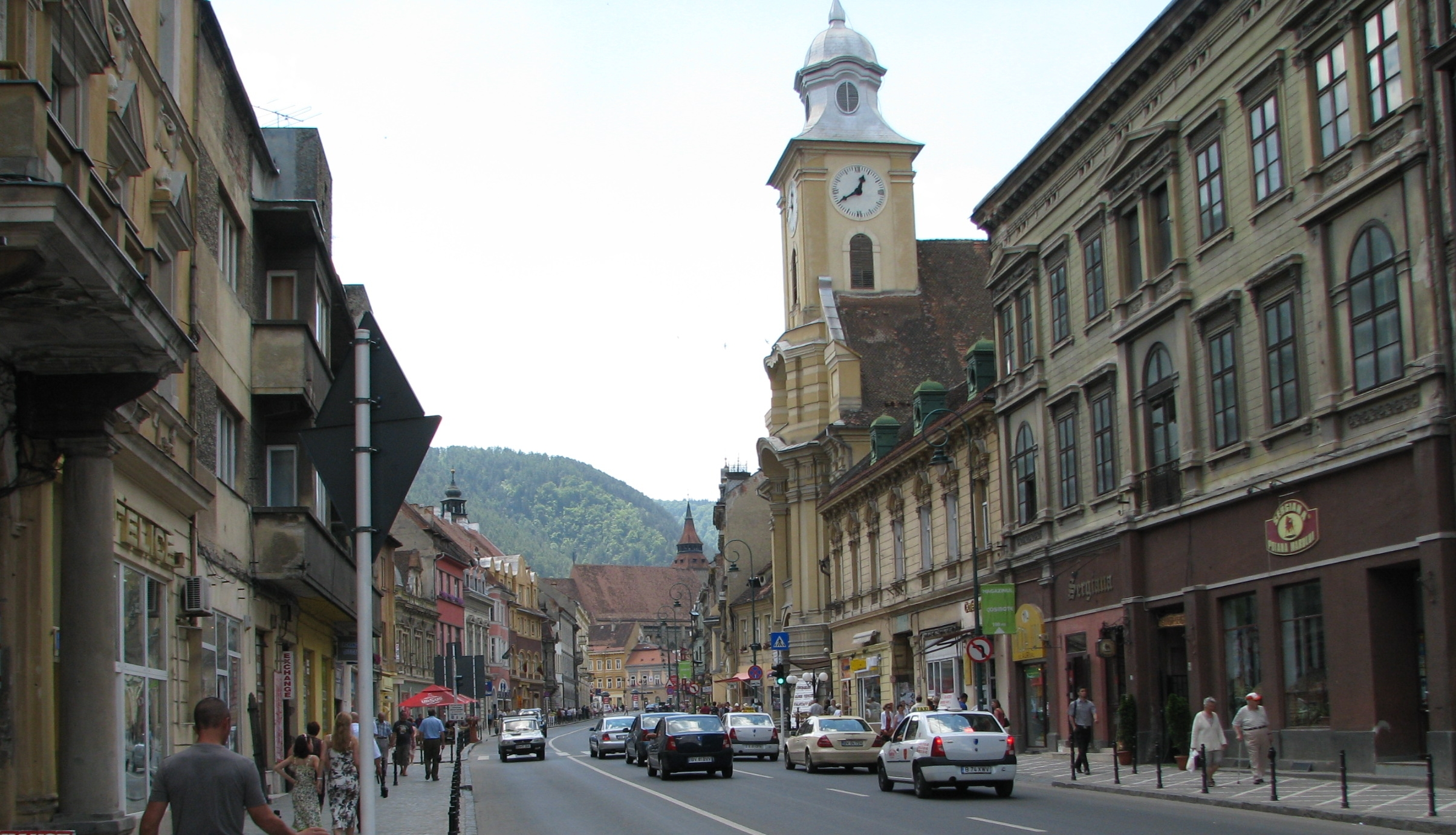
Strada Mureşenilor
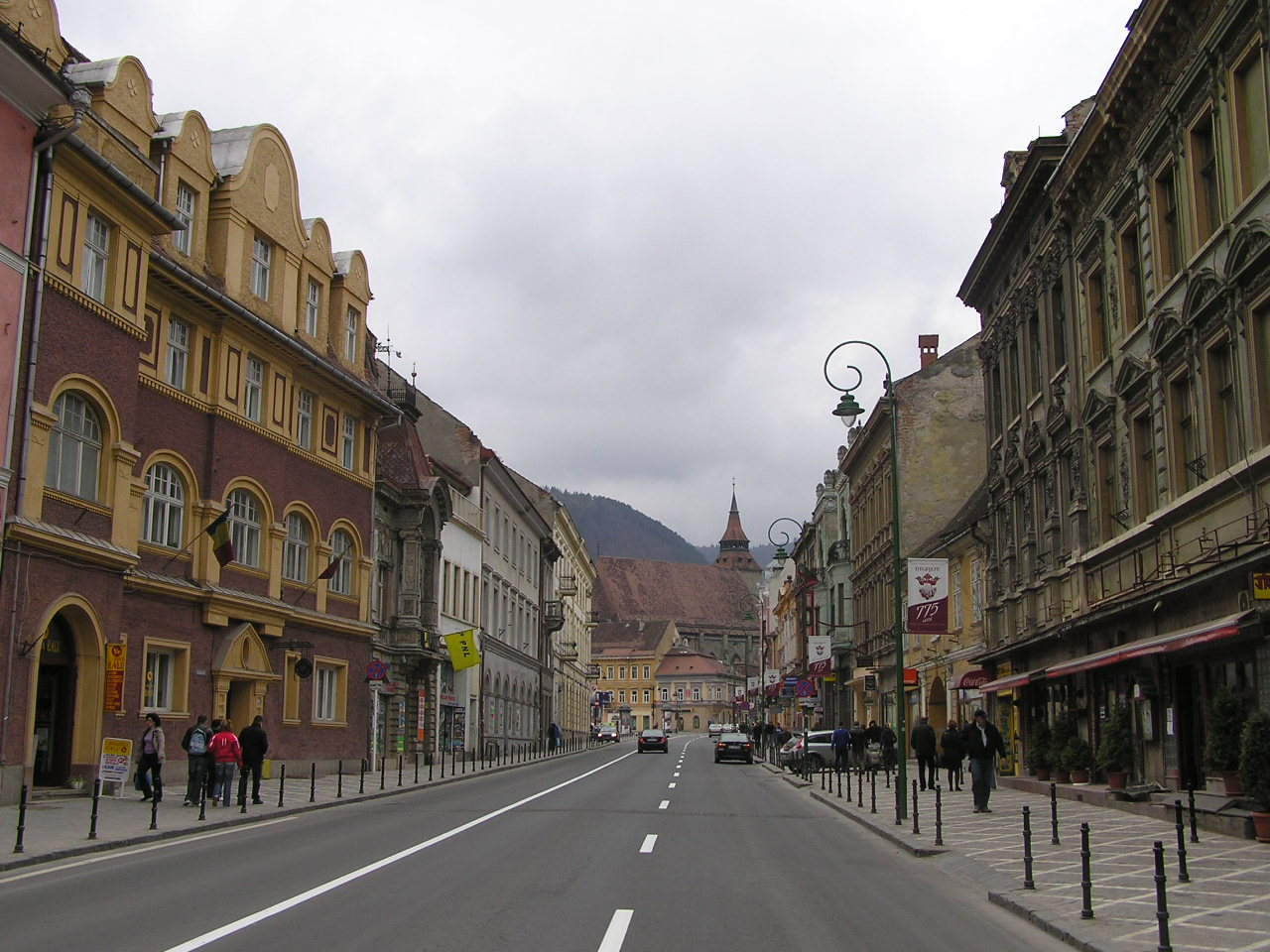
Strada Mureşenilor
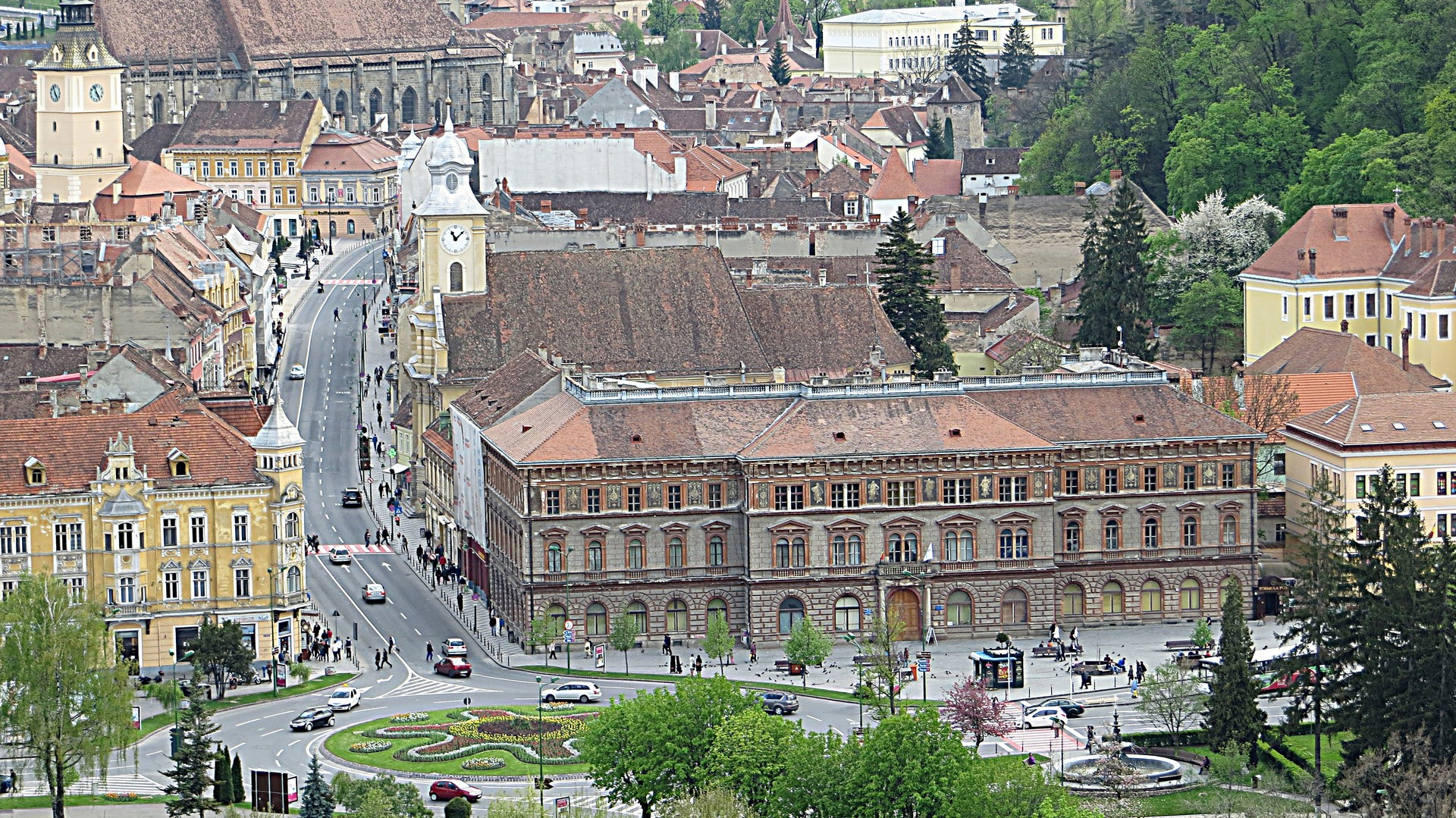
Strada Mureşenilor (vedere aeriană)
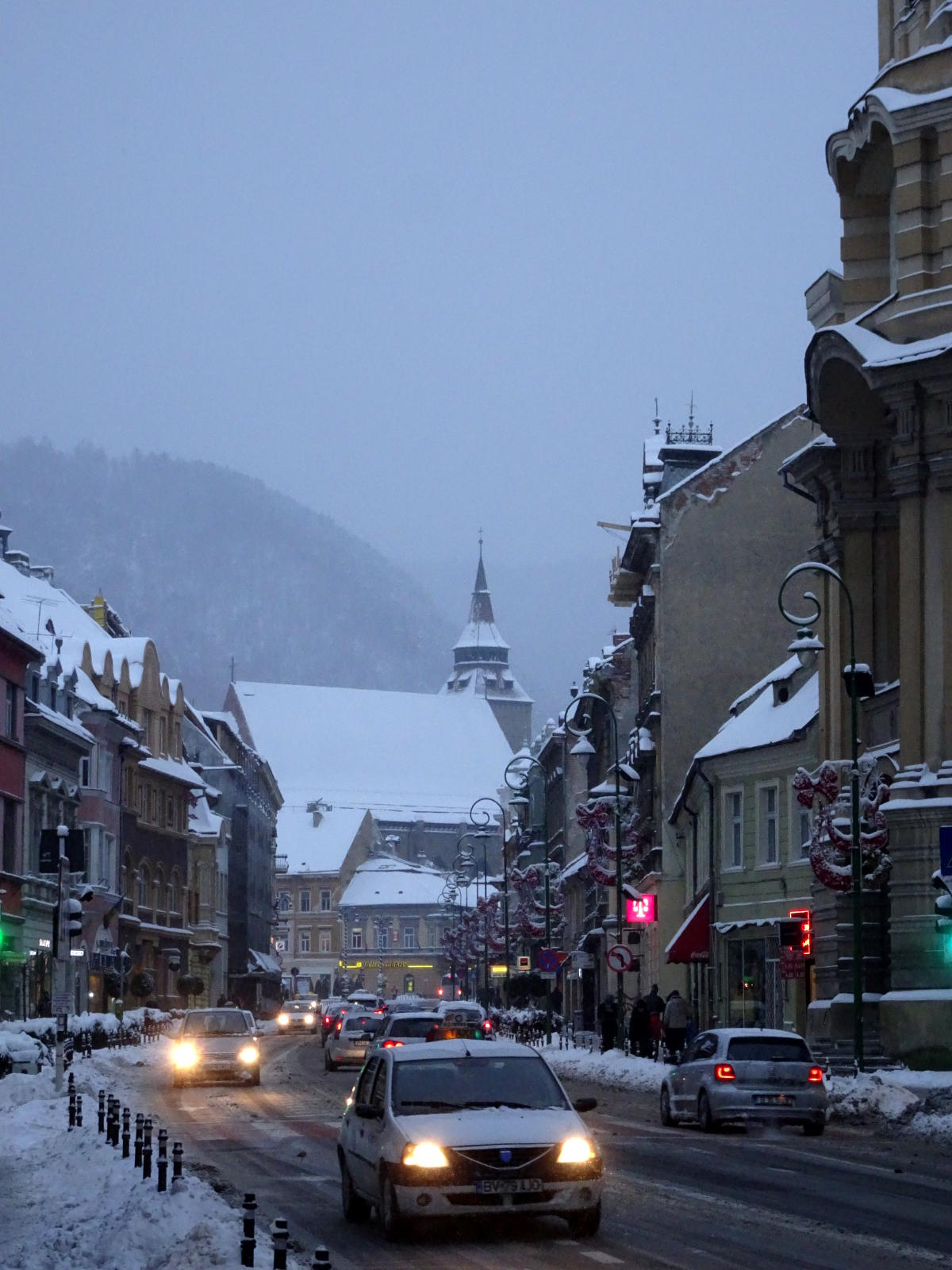
Strada Mureşenilor iarna
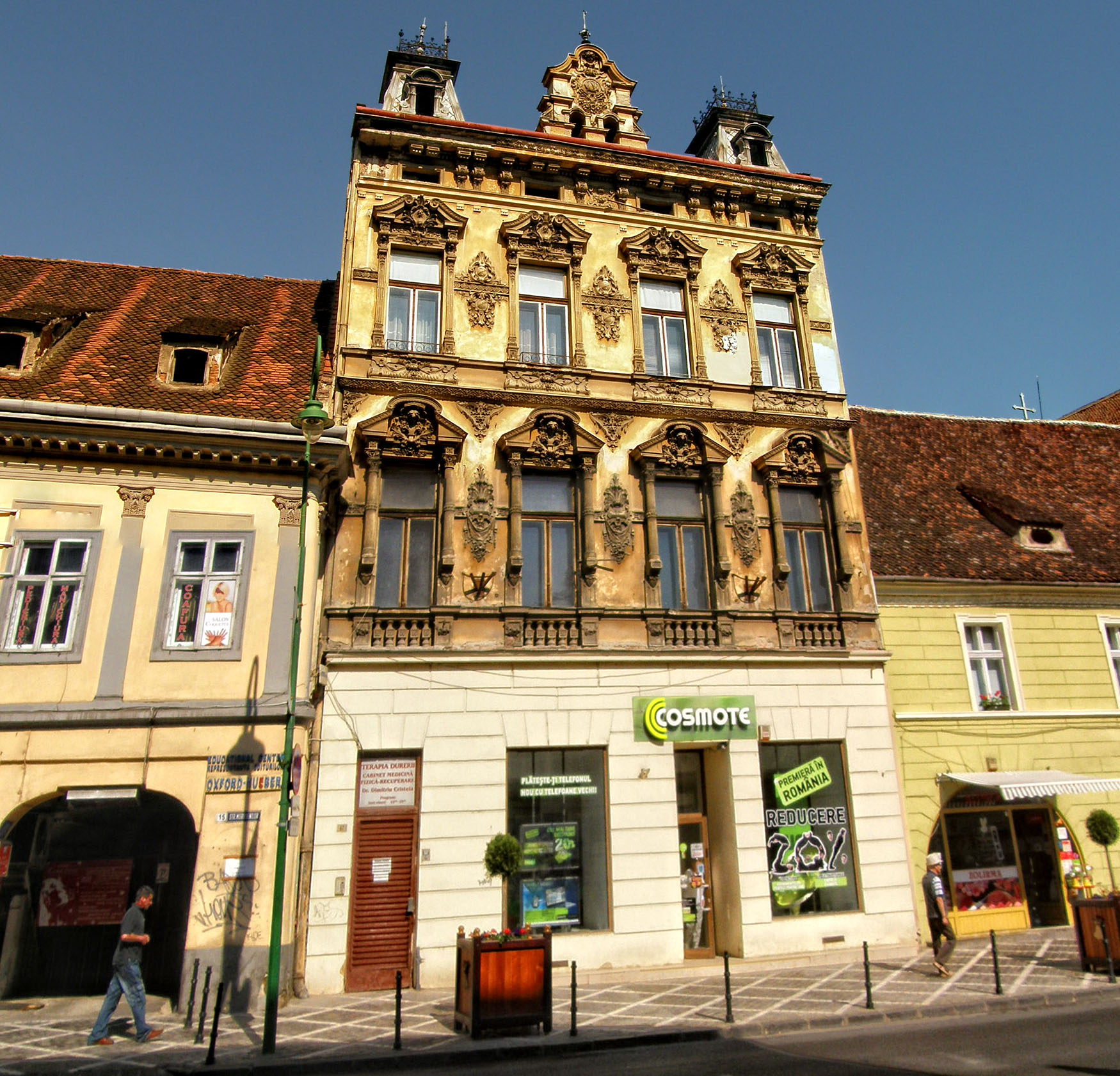
Casă pe Strada Mureşenilor